# Tom Udall
Thomas Stewart "Tom" Udall (Arizona, 18 de maio de 1948) é um político e advogado norte-americano que serviu como senador pelo Novo México, e é membro do Partido Democrata.

## Biografia
Nascido em 18 de maio de 1948, em Tucson no Arizona, é filho do ex-secretário do interior dos Estados Unidos Stewart Udall.
É primo do também senador Mark Udall, do Colorado, é sobrinho do congressita do Arizona Mo Udall, e é primo do senador Gordon H. Smith do Oregon.

## Carreira política
Udall foi iniciou sua carreira política como procurador do Novo México, cargo que ocupou entre 1991 a 1999. Foi durante dez anos (1999 a 2009) membro da câmara dos representantes pelo 3º dsitrito do Novo México, foi eleito senador em 2008, e empossado do cargo em 3 de janeiro de 2009. 

## Carreira diplomática
Em 16 de junho de  2021, o presidente Joe Biden nomeou-o embaixador na Nova Zelândia e Samoa. Foi confirmado pelo Senado em 26 de outubro seguinte, e apresentou as credenciais à governadora geral Cindy Kiro em 2 de dezembro.